# ساکیو آسانو
ساکیو آسانو (انگلیسی: Sakiyo Asano؛ زادهٔ ۲۶ مهٔ ۱۹۸۷) بازیکن هاکی روی چمن زن اهل ژاپن است.